# Шах-султан (дочь Селима II)
Шах Ханы́м-султа́н (тур. Şah Hanım Sultan, осман. سلطانة الملك‎; 1544—1580) — дочь османского султана Селима II  и Нурбану Султан. 

## Биография
Шах-султан родилась приблизительно в 1544 году в Конье и была старшим ребёнком будущего султана Селима II и Нурбану-султан. 1 августа 1562 года в Стамбуле была устроена тройная свадьба: отец Селима Сулейман I выдал своих внучек и дочерей наследника (Шах-султан, Эсмехан и Гевхерхан) замуж соответственно за Чакырджыбашы (главного сокольничего) Хасана-агу, второго визиря Соколлу Мехмеда-пашу и капудана-пашу Пияле-пашу. С этого момента все три сестры оставались жить в Стамбуле, куда после смерти султана Сулеймана прибыли и их родители. После смерти Хасана-аги Шах-султан второй раз вышла замуж. В 1572 году её мужем стал Зал Махмуд-паша. (Э. Алдерсон датирует смерть Хасана-аги 13 января 1574 года, а второе замужество 1577 годом).
В 1553 году Зал Махмуд-паша был одним из основных участников казни шехзаде Мустафы. Своё прозвище в честь героя Шахнаме, Зала, отличавшегося исключительной силой, Махмуд-паша получил после этой казни, потому что только ему удалось подавить сопротивление принца. В 1566 году Зал Махмуд-паша был пятым визирем, это отражено в Шехнаме-и Селим Хан. В 1573 году, по сообщениям венецианских посланников, он был уже третьим визирем. «Очень отзывчивый и благодарный, благородного характера», — писал о нём Андреа Бадоаро. Гардзони отмечал, что Зал Махмуд-паша не участвует в интригах и занимает нейтральную позицию между другими пашами. Говорили, что Шах-султан и её второй муж так подходили друг другу, что они одновременно заболели, одновременно лежали на смертном одре вместе, и испустили дух в один и тот же момент.
Шах-султан умерла в сентябре 1580 года в Стамбуле и была похоронена в мечети Зал Махмуд-паши в Эйюпе рядом со вторым мужем.

### Потомство
Во втором браке Шах-султан родила двоих детей:
- Фюлане-султан (1576? — после 1660) — была замужем за Абдал-ханом, внуком Бидлиси Шараф-хана.
- Султанзаде Кёсе Хюсрев-паша — погиб в Адылджевазе, там же похоронен.